# Андреј Болконски
Кнез Андреј Николајевич Болконски (рус. Андрей Николаевич Болконский) је један од седам главних ликова класичног романа Рат и мир (1869) Лава Толстоја. 
На почетку романа, 1805. године, згодни и отмени кнез Андреј сања о славном животу и биткама за отаџбину. Мрзи да посећује раскошне московске балове, а још више да се шета и показује са својом трудном женом, Лизом. Врло брзо му се указује прилика да се окуша на бојном пољу, јер Руси управо сазнају да је Наполеон кренуо на Аустрију. Андреј постаје ађутант генерала Кутузова, али бива рањен у бици код Аустерлица. Лежећи готово у бесвести, схвата да слава није вредна живота, да је природа око њега лепа и да још увек жели да живи. После опоравка се враћа кући, баш у тренутку када му жена умире на порођају. После неколико месеци меланхолије и мрзовоље, Болконски се заљубљује у младу грофицу Наташу Ростову, која је, спонтана и живахна, била сасвим другачији тип од његове жене. Његовој жељи да је ожени се супротставља његов отац, стари кнез Никола Болконски, који му говори да треба да мисли на каријеру, не на неку малу и сиромашну грофицу. Саветује га да причека годину дана са венчањем, и открива му да му је средио место пуковника руске војске на једном делу границе са Пољском. Наташа пристаје на захтев старог кнеза, но за време верениковог одсуства, прави скандал дружећи се са кнезом Анатолом Курагином, који је био на веома лошем гласу. Премда се између њих ништа није догодило, цео град је причао о њеној слабој оданости Болконском. Чувши то, Андреј раскида веридбу, и враћа се у битку, из које је дошао како би сахранио оца. У Бородинској бици бива рањен у стомак, и потом пребачен у Москву, где поново сусреће Наташу. Догађају им се краткотрајни најлепши тренуци љубави, и он умире.